# Klymentij Kazymyr Šeptyckyj
Blahoslavený Klymentij Kazymyr Šeptyckyj, cyrilicí Климентій Казимир Шептицький, polsky Kazimierz Szeptycki, rozený Kazymyr Šeptyckyj, jméno Klymentij přijal po roce 1910 po svém přestupu k řeckokatolické víře (17. listopadu 1869 Prylbyči – 1. května 1951 Vladimir), byl rakouský politik ukrajinské (rusínské) národnosti z Haliče, na počátku 20. století poslanec Říšské rady, později řeckokatolický duchovní, archimandrita řádu ukrajinských studitských mnichů, pronásledován a vězněn sovětským režimem. V roce 2001 prohlášen za blahoslaveného. Nositel titulu Spravedlivý mezi národy.

## Biografie
Byl šlechtického původu. Pocházel z východohaličské rodiny Šeptyckých. V letech 1882–1887 vystudoval na gymnáziu svaté Anny v Krakově. V letech 1887–1888 studoval práva na Jagellonské univerzitě. Pokračoval pak studiem na školách v Mnichově a Paříži. V období let 1890–1892 pak dovršil na Jagellonské univerzitě studium práv a získal doktorský titul.
Byl poslancem Říšské rady (celostátního parlamentu Předlitavska), kam usedl v doplňovacích volbách roku 1900 za kurii velkostatkářskou v Haliči. Nastoupil 16. března 1900 místo Stanisława Dąmbského. Mandát obhájil ve volbách roku 1901. Ve volebním období 1897–1901 se uvádí jako hrabě Dr. Kasimir Szeptycki, statkář, bytem Dziewelniki, pošta Vybranivka.
Ve volbách roku 1901 se uvádí jako kandidát Polského klubu.
Jeho bratrem byl ct. Andrej Šeptyckyj, který byl počátkem 20. století archeparchou a metropolitou lvovským a hlavou ukrajinské řeckokatolické církve. Sám Kazymyr se po roce 1910 obrátil k víře. Odešel nejprve do německého kláštera v Beuronu. Brzy ale přestoupil od římskokatolické k řeckokatolické církvi, vstoupil do řeckokatolického řádu studitských mnichů v Bosně. Zároveň začal studovat teologii v Innsbrucku. 28. srpna 1915 byl vysvěcen na řeckokatolického kněze. Přijal tehdy jméno Klymentij (Klemens).
V roce 1918 byl po skončení teologických studií jmenován představeným studitského kláštera v Skynlivu. Roku 1926 byl jmenován igumenem kláštera v Univu. Od roku 1944 působil coby archimandrita řádu ukrajinských studitských mnichů. Za druhé světové války pomáhal židům uniknout před holokaustem. V srpnu 1942 poskytl ve svém domě útočiště Kurtovi Lewinovi, jehož rodiče byli zavražděni. Získal pro Lewina falešný doklad o křtu a průkaz totožnosti. Lewina následně ukryl v lyčakovském klášteře na okraji Lvova, kde Lewin žil až do osvobození v srpnu 1944. V roce 1995 byl Šeptyckému udělen titul Spravedlivý mezi národy.
Po ovládnutí západní Ukrajiny sovětskou armádou a jejím začlenění do Sovětského svazu došlo k vlně zatýkání řeckokatolických duchovních a k násilnému zavádění pravoslaví. Šeptyckyj se stal jedním z nejvýznamnějších stále aktivních představitelů řeckokatolického kléru. V roce 1947 byl zatčen a uvězněn. Zemřel v sovětském vězení v roce 1951. 27. června 2001 ho papež sv. Jan Pavel II. prohlásil za blahoslaveného.

## Odkazy

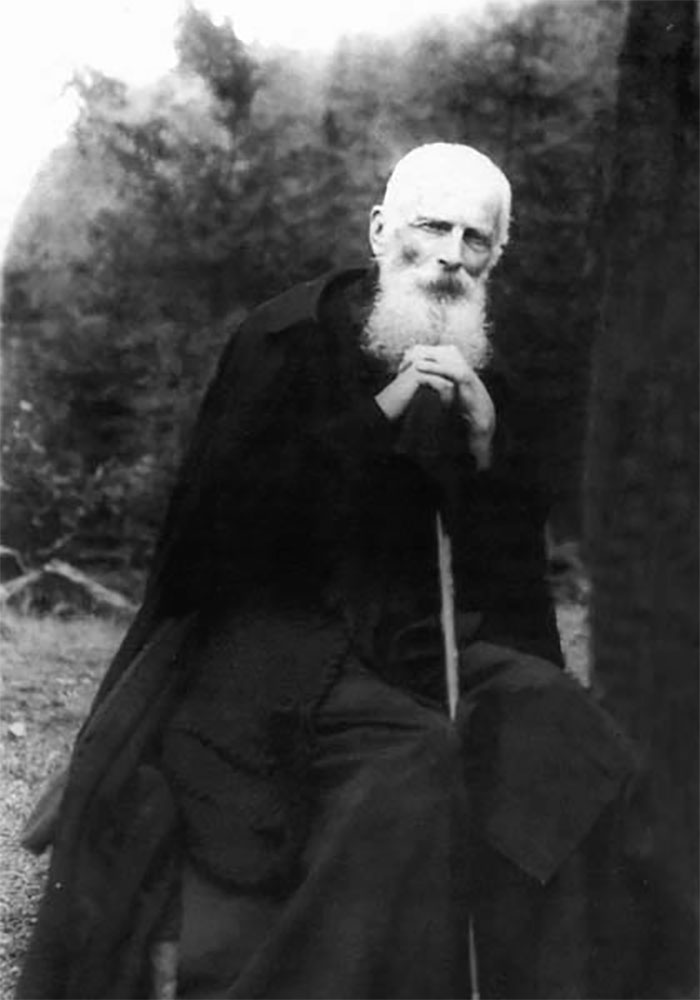
Fotografie